# Сочетаемость
Сочета́емость — свойство языковых единиц сочетаться в речи при образовании единиц более высокого уровня, отражающее синтагматические отношения между ними. Сочетаемость является одним из фундаментальных свойств единиц языка.
Изучение сочетаемости языковых элементов позволяет идентифицировать и классифицировать их, выявлять их варианты, полифункциональность, обнаруживать скрытые категории, определять условия образования переносных значений.

## Типы сочетаемости
В зависимости от позиции сочетающихся единиц по отношению друг к другу выделяется контактная (при соположении единиц) и дистантная (на расстоянии) сочетаемость, в зависимости от определяющих факторов — обусловленная (определяемая наличием у языковых элементов тех или иных отличительных черт) и произвольная (определяемая лишь принятой нормой). Также различается формальная и семантическая сочетаемость; исследования последней стимулируются интересом к семантической стороне языка, поскольку семантическая синтагматика играет важнейшую роль в образовании смысла высказывания.
Законы и тенденции сочетаемости могут быть как универсальными, так и конкретно-языковыми. Нарушение законов второго типа ведёт к нарушению языковой нормы или изменению свойств сочетающихся единиц (в том числе и в качестве средства художественной выразительности).

## Проявления на различных уровнях

### Фонемный уровень
На фонемном уровне обусловленная сочетаемость проявляется в совместимости или несовместимости дифференциальных признаков звуков. Так, во многих языках глухие согласные не могут сочетаться со звонкими, твёрдые согласные — с гласными переднего ряда. В сочетаниях фонем с несовместимыми признаками они претерпевают комбинаторные (позиционные) изменения, например оглушение, палатализацию.
Произвольная сочетаемость фонем — важный типологический признак языка. Сочетаемостные свойства звуковых единиц в данном языке зависят от позиции звукосочетания в слове: к примеру, начальная группа [st] обычна в английском и русском языках (англ. stop, рус. стой), но в испанском и немецком встречается только как исключение в заимствованных словах.

### Морфемный уровень
В морфологии сочетаемость проявляется в комбинации морфем. С формальной точки зрения она состоит в использовании аффиксальных алломорфов, избирательно сочетающихся с корневыми морфемами (ср. рус. бер-ёт, но гор-ит) и морфонологических явлениях, в частности различных изменениях на морфемном шве.
С семантической точки зрения сочетаемость определяется совместимостью значений морфем или значения лексемы со значением морфемы (граммемой); так, лексема, обозначающая считаемый объект, совместима с морфемой множественного числа, в то время как обозначающая несчитаемый объект — несовместима. Присоединение несовместимой морфемы, если оно не нарушает норму, свидетельствует о десемантизации морфемы (рус. чернила), её переосмыслении (в рус. снега окончание множественного числа показывает не множественность, а интенсивность) или о переосмыслении лексемы (во́ды).

### Лексический уровень
Сочетаемость слов определяют следующие факторы:
- грамматические — принадлежность слов к тем или иным частям речи (к примеру, для английского языка подчинительное словосочетание двух существительных нехарактерно, но возможно при адъективации зависимого существительного или использовании служебного слова: my brother's friend, the friend of my brother);
- лексические — избирательность лексем (рус. оказать сочетается с услугу, но не с заботу);
- семантические — семантическое согласование (требование, заключающееся в том, чтобы компоненты сочетания не имели противоречащих сем; в случае противоречия либо нарушается языковая норма, либо переосмысляется один из компонентов: Весь дом говорил об этом).

Сочетаемость слов изучается теорией словосочетаний.